# Xenòcrit de Locres
Xenòcrit de Locres (grec antic: Ξενόκριτος, llatí: Xenocritus) fou un músic i poeta grec nadiu de Locres Epizefiris, a la Magna Grècia, que segurament va viure en temps de Licurg. Plutarc diu que era un dels caps de la segona escola de música dòria fundada per Taletes cap al segle viii aC. Diu, tanmateix, que se li adscriuen ditirambes sobre temes heroics. Aristoxen de Tàrent el menciona quan parla dels músics més primitius.
Va ser fundador d'un estil de la poesia lírica, una modificació de l'estil eòlic. Alguns autors, com ara Diògenes Laerci, el consideren l'iniciador dels Λοκρικά ᾁσματα ('Cançons lòcries'), unes odes eròtiques, que van imitar després Safo i Erinna. Es diu que era cec de naixement.